# Tim van Dijke
Tim van Dijke (Goes, 15 maart 2000) is een Nederlands veldrijder en wielrenner. Zijn tweelingbroer Mick van Dijke is ook een profrenner.

## Carrière
Van Dijke was in zijn jeugd actief als veldrijder en mountainbiker naast zijn wedstrijden op de weg. In de jeugd van het veldrijden en mountainbike nam hij meermaals deel aan het wereldkampioenschap en Europees kampioenschap bij de beloften. Ook op Nederlandse kampioenschappen eindigde hij in de top tien. In 2019 werd hij beloftekampioen van Nederland op de weg. In 2020 sloot hij zich aan bij het Jumbo-Visma Development Team. In 2021 won hij een etappe in de Ronde van Kroatië en er werd vanuit het team besloten om geen veldritwedstrijden te rijden. In 2022 kreeg hij een contract bij Team Jumbo-Visma waar hij uitkomt voor de World Tour-formatie.

## Erelijst

### Veldrijden

#### Jeugd
| Categorie | Seizoen   | Wereldbeker | Superprestige | Bpost bank trofee | WK  | EK  | NK  | Overige | Totaal aantal zeges |
| --------- | --------- | ----------- | ------------- | ----------------- | --- | --- | --- | ------- | ------------------- |
| Beloften  | 2018-2019 |             |               |                   | 17e | NVT | 5e  |         | 0                   |
| Beloften  | 2019-2020 |             |               |                   | 19e | 5e  | 6e  |         | 0                   |
| Beloften  | 2020-2021 |             |               |                   | 10e | 6e  | NVT |         | 0                   |
| Totaal    | 0         | 0           | 0             | 0                 | 0   | 0   | 0   | 0       | 0                   |

### Weg
2019
Ronde van Oud-Vossemeer
2021
 Nederlands kampioen op de weg (beloften)
1e etappe Kreiz Breizh Elite (TTT)
6e etappe Ronde van Kroatië
2022
Proloog Sibiu Cycling Tour
Bergklassement Ronde van Tsjechië
Proloog (TTT) Ronde van de Toekomst

#### Resultaten in voornaamste wedstrijden
| Jaar | Ronde van Italië | Ronde van Frankrijk | Ronde van Spanje |
| ---- | ---------------- | ------------------- | ---------------- |
| 2022 |                  |                     |                  |
| 2023 |                  |                     |                  |
| 2024 | 105e             |                     |                  |
| 2025 |                  |                     |                  |

| Jaar | Milaan-San Remo | Gent-Wevelgem | Ronde van Vlaanderen | Parijs-Roubaix | Amstel Gold Race | Waalse Pijl | Parijs-Tours |
| ---- | --------------- | ------------- | -------------------- | -------------- | ---------------- | ----------- | ------------ |
| 2022 |                 |               |                      |                |                  |             | 117e         |
| 2023 |                 | 77e           | 42e                  | 43e            |                  |             |              |
| 2024 | 158e            | 45e           | 30e                  | 16e            |                  | 20e         |              |
| 2025 |                 | 84e           | 52e                  | 30e            | opgave           |             |              |

#### Resultaten in kleinere rondes
| Jaar | Tour Down Under | Ronde van de Verenigde Arabische Emiraten | Parijs-Nice |
| ---- | --------------- | ----------------------------------------- | ----------- |
| 2023 | 66e             |                                           |             |
| 2024 |                 | 62e                                       | 76e         |

## Ploegen
- 2020 –  Jumbo-Visma Development Team
- 2021 –  Jumbo-Visma Development Team
- 2022 –  Team Jumbo-Visma
- 2023 –  Jumbo-Visma
- 2024 –  Visma-Lease a Bike
- 2025 –  Red Bull-BORA-hansgrohe

Affini · Benoot · Bouwman · Dekker · Dennis · Dumoulin (tot 15/8) · Eenkhoorn · Foss   · Gesink · Harper · Hessmann · Hofstede · Kooij · Kruijswijk · Kuss · Laporte · Leemreize · Oomen · Roglič   · Roosen · Teunissen · Vader · Van Aert · Van der Sande · M. van Dijke · T. van Dijke · Van Emden · Van Hooydonck · Vingegaard · Gloag (stagiair)
Affini · Benoot · Bouwman · Dennis · Foss   · Gesink · Gloag · Hessmann · Hofstede · Kelderman · Kooij · Kruijswijk · Kuss · Laporte  · Leemreize · Oomen · Roglič   · Roosen · Tratnik · Vader · Valter · Van Aert · van Baarle · Van der Sande · M. van Dijke · T. van Dijke · Van Emden · Van Hooydonck · Vingegaard
Affini · Benoot · Bouwman · Gesink · Gloag · Hagenes · Heßmann · Jorgenson · Kelderman · Kooij · Kruijswijk · Kuss · Laporte  · Lemmen · Staune-Mittet · Tratnik · Tulett · Uijtdebroeks · Vader · Valter · Van Aert · van Baarle · van Belle · Van der Sande · M. van Dijke · T. van Dijke · Vermote · Vingegaard